# Quimbaya (Quindío)
Cet article concerne la municipalité du département de Quindío. Pour l'ethnie amérindienne, voir Quimbayas.
Quimbaya est une municipalité située dans le département du Quindío en Colombie.